# Libystes lepidus
Libystes lepidus is een krabbensoort uit de familie van de Portunidae. De wetenschappelijke naam van de soort is voor het eerst geldig gepubliceerd in 1970 door Miyake & Takeda.